# Дауда Бамба
Дауда Бамба е котдивоарски футболист, нападател на Шкендия.

## Кариера

### Норвегия
Започва кариерата си в „Конгсвингер“, а след това играе в „Кристиансун“, където през 2017 г. отбелязва 20 гола във втора дивизия на Норвегия. През 2018 г. е трансфериран в „Бран“.

### ЦСКА
През август 2022 г. след кратък престой в турския „Алтай“, подписва договор с ЦСКА.